# Argun (azijska rijeka)
Argun je rijeka u Kini i na granici između Kine i Rusije. Rijeka Argun je duga 1,620 km. Rijeka Argun teče zapadnim obroncima planinskog lanca Veliki Hinggan, a spajanjem s rijekom Šilkom nastavlja se kao rijeka Amur.
Rijeka Argun je dio rusko-kineske granice od 1689.g. prema prvome sporazumu o granici između te dvije države.